# Капитан Копирайт

Одна из страниц комикса о Капитане Копирайте (2006)

Капитан Копирайт (англ. Captain Copyright) — пропагандистский мультипликационный персонаж, созданный канадским агентством Access Copyright, c целью рассказа детям об авторском праве и нарушениях авторского права. 18 августа 2006 года из-за критики за однобокость подачи материала проект был свёрнут.

## Критика
Вскоре после запуска сайта, у пользователей интернета появился ряд вопросов. Многие посчитали, что персонаж не подходит для образовательных целей, отчасти потому, что он был создан организацией с коммерческим интересом в состоянии авторского права в Канаде.
Веб-страница Капитана Копирайта использовала две цитаты о ISBN из Википедии, но не следовала требованиям лицензии GNU FDL, не предоставив ссылку на статью-источник, игнорируя лицензию. В дальнейшем были найдены другие цитаты из Википедии, однако, по состоянию на 5 июня 2006 года, все они были удалены, а Сюзанна Дугард, специалист отдела по связям Acces Copyright, заявила в интервью для Canada.com, что включение этих цитат было «простой оплошностью».
Было также отмечено, что сайт избегает вопроса о праве на вознаграждение за свободное воспроизведение фонограмм и аудиовизуальных произведений в личных целях в Канаде при обсуждении законности space shifting и загрузки защищённых авторским правом материалов без разрешения. В то время как это незаконно, чтобы сделать такой материал доступным для скачивания, по состоянию на 2006 год авторско-правовой совет Канады заявил, что такая загрузка не является незаконной. Например, учитель, раздающий обучающий материал ученикам, утверждает, что для музыки «авторское право относится к записи на носитель, а не к словам или музыкальному сопровождению».

## Пародии
Однобокий подход к авторскому праву, продвигаемый Капитаном Копирайтом был высмеян и пародировался. Например, The Continuing Adventures of Private Infringe стал блогом фанфиков, где любое действие главного персонажа предотвращалось Капитаном Копирайтом. Компания Google Blogoscoped также опубликовала пародию, в которой Капитан Копирайт борется с Creative Commons.